# Plectris luctuosa
Plectris luctuosa är en skalbaggsart som beskrevs av Frey 1967. Plectris luctuosa ingår i släktet Plectris och familjen Melolonthidae. Inga underarter finns listade i Catalogue of Life.